# Рейх
Рейх (нем. Reichо файле [ˈʁaɪç]) — немецкое слово для обозначения ряда земель, подчинённых одной власти. Немецкое слово Reich восходит к древневерхненемецкой форме rîhhi (от прагерманского *rīkjan), то есть буквально — «господское» (от прагерманского rīkz — «господин, правитель»).
Древнее значение «нечто, находящееся под властью правителя» сохраняется в немецком языке до сих пор и может переводиться на русский язык различными терминами, обозначающими типы государств: «царство», «империя», «держава» (нем. Heiliges römisches Reich deutscher Nation «Священная Римская Империя германской нации»; нем. Österreich — «Восточное Государство» — название Австрии). В современной историографии часто употребляется в значении «империя» для немецких земель: Первая империя, Вторая империя, Третья империя; что не всегда уместно, ввиду того, что империя подразумевает монархию. Например, Германия в 1918-1933 годах также официально называлась рейхом, но была республикой, а Адольф Гитлер, фюрер Нацистской Германии, установивший в стране диктаторский режим, не был монархом. В целом, можно сказать, что рейх — самобытное слово, означающее сильное состоявшееся государство.
В современном разговорном русском языке термин рейх употребляется почти исключительно по отношению к гитлеровской Германии XX века. В научной литературе так могут называться также Германская империя и Священная Римская империя, реже — другие немецкие государственные образования (например, иногда словом «рейх» без номера называется Австро-Венгрия или её немецкоязычная часть).

## Четыре рейха
В Средние века существовало хилиастическое учение о трёх рейхах в истории человечества: Бога Отца (ветхозаветная эпоха), Бога Сына (современная эпоха) и Бога Духа Святого (грядущее «тысячелетнее царство» мировой справедливости). Аллюзией на это учение являлось возникшее в 1920-е годы представление о трёх рейхах в истории Германии:
- Первый рейх (нем. Erstes Reich; или нем. Altes Reich — «Древний рейх») — Священная Римская империя германской нации (962—1806)
- Второй рейх (нем. Zweites Reich) — Германская империя (1871—1918)
- Третий рейх (нем. Drittes Reich) — нацистская Германия (1933—1945). До прихода национал-социалистов к власти, использовалось германскими правыми как обозначение режима будущего, а затем стало одним из неофициальных названий нацистской Германии.
- Четвертый рейх (нем. Viertes Reich) — в конспирологии, неонацизме и неоязычестве гипотетическое «арийское» политическое образование, преемник нацистской Германии (Третьего рейха).

## Другие значения
- Германский рейх (нем. Deutsches Reich) — общее название Германии от её объединения в 1871 году до падения нацистского режима в 1945 году. Таким образом, под германским рейхом могут пониматься как кайзеровская Германия, так и Веймарская республика, и нацистская Германия, из вышеперечисленных — второй и третий рейх включительно.
- «Старый рейх» (нем. Altreich) — территория Германской империи в границах 1937 года, до присоединения Австрии. К «старому рейху» относилась присоединённая к Германии Саарская область, но не относились аннексированная в 1938 году Судетская область и присоединённый в 1939 году Вольный город Данциг, из вышеперечисленных — период перед Третьим рейхом.

## Употребление слова
Название Deutsches Reich было официально объявлено 18 января 1871 года в Версале Отто фон Бисмарком и Вильгельмом I Гогенцоллерном. После присоединения Австрии к Германии 12—13 марта 1938 года наряду с официальным названием «Германский рейх» стало использоваться «Великий германский рейх» или «Великогерманский рейх». В соответствии с распоряжением начальника Рейхсканцелярии Ганса Генриха Ламмерса от 26 июня 1943 года название «Великогерманский рейх» (нем. Großdeutsches Reich) в официальных документах стало обязательным.
В Священной Римской империи эпитет «имперский» (нем. Reichs-) сопровождал названия общеимперских институтов и должностей, например рейхстаг, рейхсмаршал, рейхсштадт (имперский, то есть вольный, город); эта традиция была возобновлена после 1871 года, когда появились должности рейхсканцлера, рейхскомиссаров. Эта приставка широко использовалась и в веймарскую эпоху (Веймарская республика официально сохраняла название «рейх»), и особенно в нацистском аппарате, где были учреждены звания «рейхспротектор», «рейхсляйтер», «рейхсфюрер СС», и так далее. При этом из названий вооружённых сил эта форма была исключена («рейхсвер» был переименован в «вермахт», а «рейхсмарине» в «кригсмарине»).
После 1945 года слово «рейх» было заменено на «федеральный» (нем. Bund-) «рейхстаг» заменён на «бундестаг», «рейхсрат» заменён на «бундесрат», «рейхсвер» на «бундесвер», «рейхспрезидент» на «бундеспрезидент», «рейхсканцлер» на «бундесканцлер» и т. п. В ГДР слово «рейх» заменяли по-разному: на слово «народный» (нем. Volks-), например, «рейхсмарине» — на «фольксмарине», «рейхстаг» — на «фолькскаммер»; «государственный» (нем. Staats-), например, «рейхсрат» — на «штатсрат» и др., исключения составили железные дороги, которые продолжили именоваться Reichsbahn.

## Главы государств
| Правитель                            | Годы жизни                           | Титул                                | Правил с                             | по                                   | Орёл (гербовая эмблема)              |
| Священная Римская империя (962—1806) | Священная Римская империя (962—1806) | Священная Римская империя (962—1806) | Священная Римская империя (962—1806) | Священная Римская империя (962—1806) | Священная Римская империя (962—1806) |
| ------------------------------------ | ------------------------------------ | ------------------------------------ | ------------------------------------ | ------------------------------------ | ------------------------------------ |
| Оттон I Великий (первый)             | 912—973                              | Император                            | 962                                  | 973                                  |                                      |
| Список                               | Список                               | Император                            | 5 июля 1792                          | 6 августа 1806                       |                                      |
| Франц II (последний)                 | 1768—1835                            | Император                            | 5 июля 1792                          | 6 августа 1806                       |                                      |
| Германская империя (1871—1918)       |                                      |                                      |                                      |                                      |                                      |
| Вильгельм I                          | 1797—1888                            | Кайзер                               | 18 января 1871                       | 9 марта 1888                         |                                      |
| Фридрих III                          | 1831—1888                            | Кайзер                               | 9 марта 1888                         | 15 июня 1888                         |                                      |
| Вильгельм II                         | 1859—1941                            | Кайзер                               | 15 июня 1888                         | 18 ноября 1918                       |                                      |
| Нацистская Германия (1933—1945)      |                                      |                                      |                                      |                                      |                                      |
| Адольф Гитлер                        | 1889—1945                            | Фюрер                                | 2 августа 1934                       | 30 апреля 1945                       |                                      |
| Карл Дёниц                           | 1891—1980                            | Рейхспрезидент                       | 30 апреля 1945                       | 23 мая 1945                          |                                      |